# Chatham megye (Észak-Karolina)
Chatham megye az Amerikai Egyesült Államokban, azon belül Észak-Karolina államban található. Megyeszékhelye Pittsboro, legnagyobb városa Siler City. Lakosainak száma 76 285 fő (2020. április 1.). Chatham megye Orange, Durham, Wake, Harnett, Lee, Alamance, Moore és Randolph megyékkel határos.

## Népesség
A megye népességének változása:
| Lakosok száma | 63 764 | 65 257 | 65 899 | 66 817 | 70 928 | 76 285 |
|               | 2010   | 2011   | 2012   | 2013   | 2015   | 2020   |